# Bujaru (kommun)
Bujaru är en kommun i Brasilien.   Den ligger i delstaten Pará, i den nordöstra delen av landet, 1 600 km norr om huvudstaden Brasília. Antalet invånare är 25 700.
Följande samhällen finns i Bujaru:
- Bujaru

Omgivningarna runt Bujaru är en mosaik av jordbruksmark och naturlig växtlighet. Runt Bujaru är det ganska glesbefolkat, med 31 invånare per kvadratkilometer.